# Међународни рачуноводствени стандард 31
Међународни рачуноводствени стандард 31 - Финансијско извештавање о интересима у заједничким подухватима обухвата извештавање о средствима, обавезама, приходима и расходима заједничког подухвата у финансијским извештајима учесника у заједничком подухвату и инвеститора, без обзира на структуру или облик у којем се одвијају активности заједничког подухвата. 
Заједнички подухват је уговорени аранжман којим две или више страна предузимају неку економску активност која подлеже заједничкој контроли, тј. управљању финансијском и пословном политиком у циљу остварења користи. Заједничка контрола је уговором усаглашена подела контроле над економским активностима. Учесник заједничког подухвата је једна од страна у заједничком подухвату и има заједничку контролу над тим подухватом. Инвеститор у заједничком подухвату је једна од страна таква да нема заједничку контролу над тим заједничким подухватом. Облик извештавања за заједничке подухвате је пропорционална консолидација, а као метод обрачуна се користи сразмерни удео учесника у заједничком подухвату у средствима, обавезама, приходима и расходима неког контролисаног ентитета. 
Три општа типа заједничких подухвата су: заједнички контролисана пословања, заједнички контролисана средства и заједнички контролисани ентитети. 
Заједничка карактеристика за све је да су: 
- два или више учесника у подухвату везани уговорним аранжманом и
- уговорним аранжманом се успоставља заједничка контрола.